# Karatheodori
Die Familie Karatheodori (weitere Schreibweisen des Namens: Karatheodori, Carathéodory, Carathéodori) weist eine lange diplomatische Tradition auf und diverse Familienmitglieder hatten wichtige Regierungsposten in Konstantinopel inne. Sie gehört zu den sogenannten Phanarioten, der griechischen Oberschicht des Osmanischen Reiches.  Die Familie stammt ursprünglich aus dem Dorf Vosnochori (Βοσνοχώρι) heute Nea Vyssa (Νέα Βύσσα) bei Orestiada.

## Namensträger
- Alexander Carathéodory Pascha (1833–1906), osmanischer Diplomat griechischer Abstammung
- Constantin Carathéodory (Mediziner) (1802–1879), osmanischer Arzt griechischer Abstammung
- Constantin Carathéodory (1873–1950), deutscher Mathematiker griechisch-phanariotischer Herkunft